# 11981 Boncompagni
11981 Boncompagni este un asteroid din centura principală de asteroizi.

## Descriere
11981 Boncompagni este un asteroid din centura principală de asteroizi. A fost descoperit pe 20 octombrie 1995 la Observatorul San Vittore din Bologna. Asteroidul prezintă o orbită caracterizată de o semiaxă mare de 2,65 ua, o excentricitate de 0,06 și o înclinație de 4,7° în raport cu ecliptica.